# Вулиця Каразіна (Харків)
Вулиця Кара́зіна — вулиця міста Харкова, розташована в Київському адміністративному районі. Починається від Сумської вулиці і прямує на південний схід до вулиці Алчевських. Перетинається з Мироносицькою та Чернишевською вулицями.

## Історія і назва
Сучасна вулиця Каразіна виникла, імовірно, в останній чверті XIX століття. Початкова назва — Кроянський провулок, Кроянська вулиця. Ця назва пов'язана з колишнім власником земельної ділянки на розі Сумської вулиці, дворянином Е. К. Кроянським. Пізніше, з 1894 року, її стали називати Каразінською на честь засновника Харківського університету Василя Назаровича Каразіна. Сучасна назва — вулиця Каразіна.

## Будинки

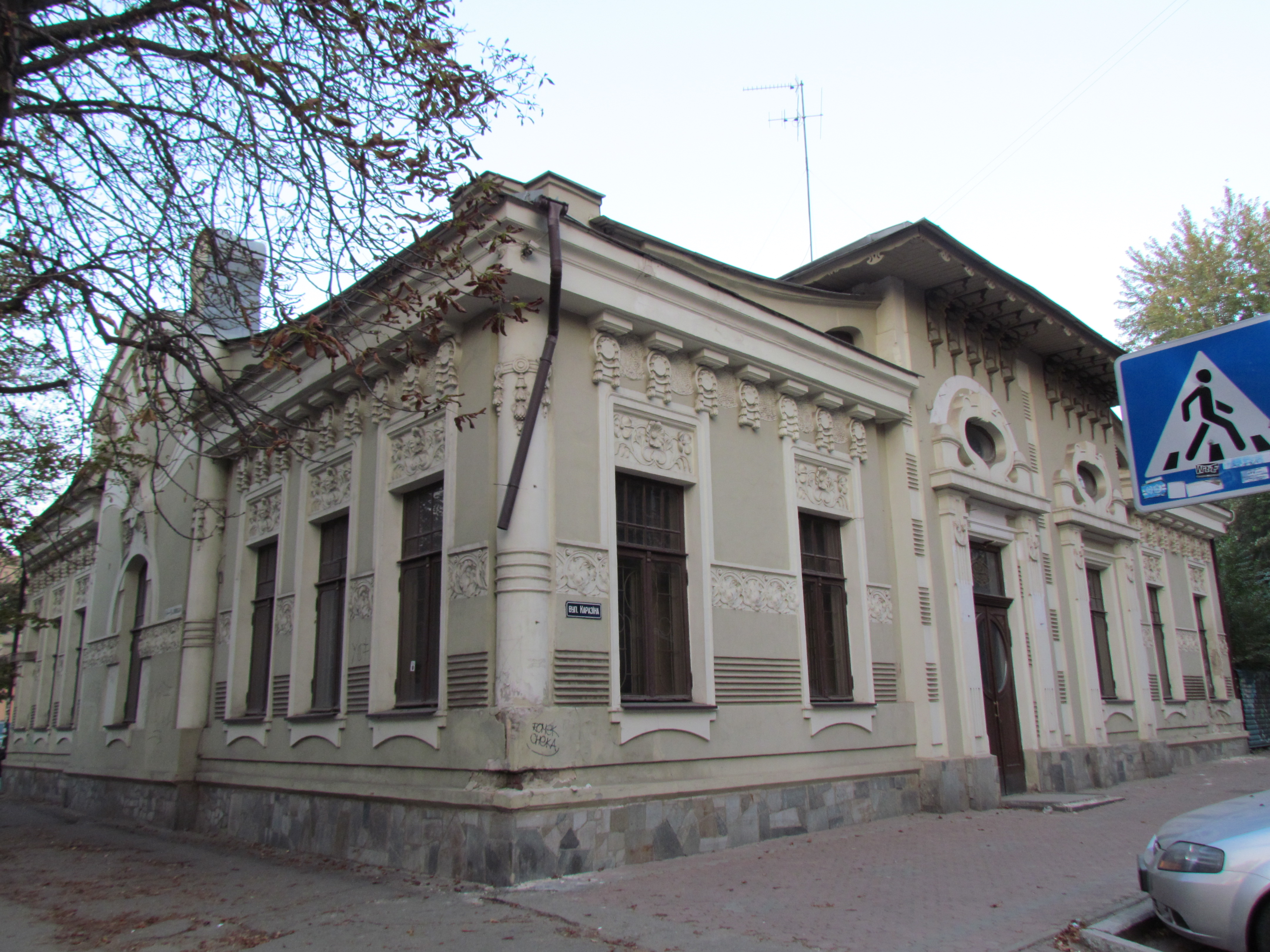
Будинок № 5

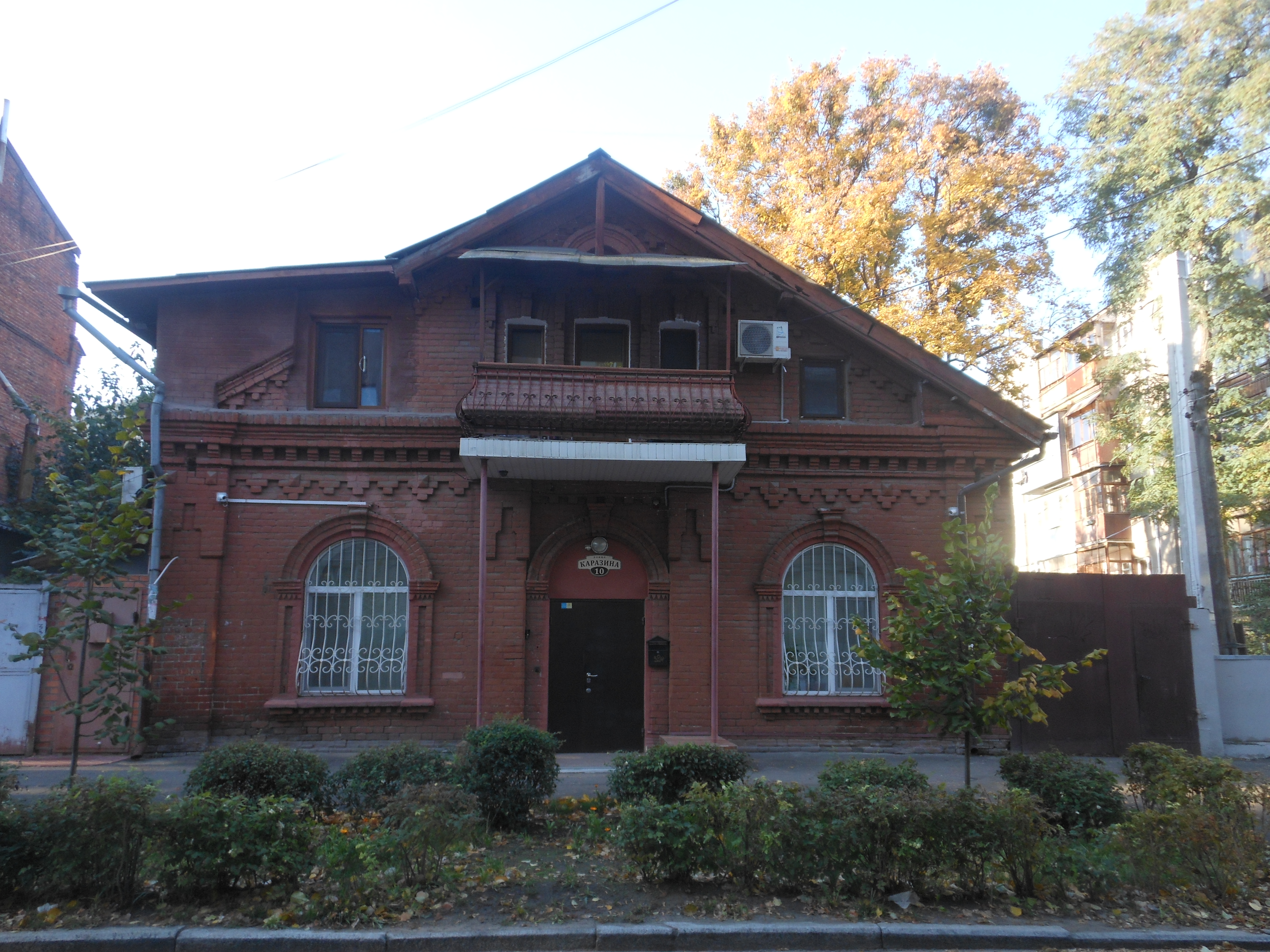
Будинок № 10

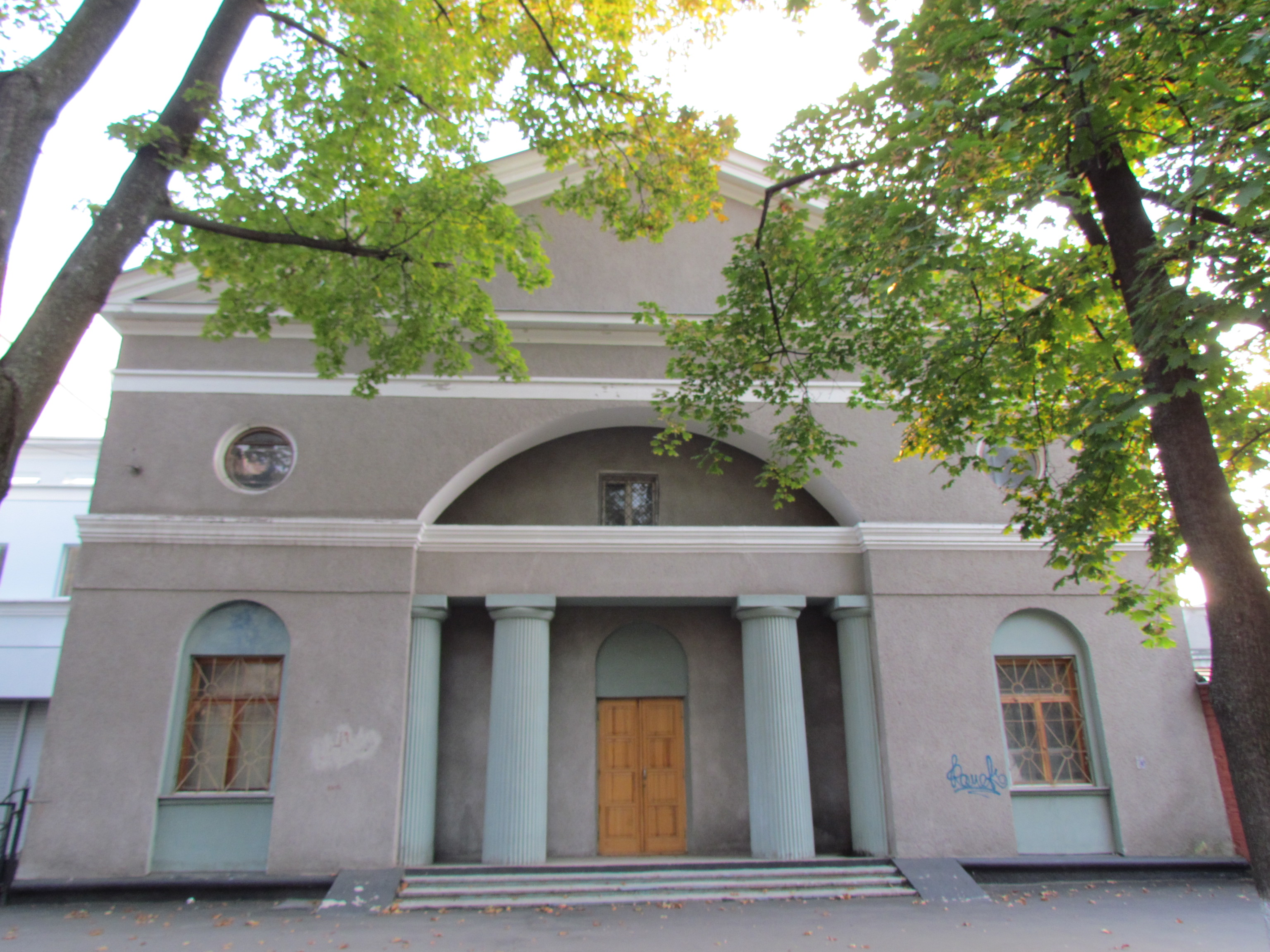
Будинок № 20

- Буд. № 5 (на розі з Мироносицькою, 58) — Пам'ятка архітектури Харкова, особняк початку XX століття, архітектор Олександр Гінзбург. Належав професору П. В. Міхіну[2]. Зараз будівля не використовується.
- Буд. № 10 — Пам'ятка архітектури Харкова, житловий будинок початку XX століття, арх. невідомий.
- Буд. № 20 — Пам'ятка архітектури Харкова, особняк, 1904 р., архітектор Г. Я. Стрижевський. Нині службова будівля ХНАДУ.